# EenUtrecht
EenUtrecht is een lokale politieke partij uit de Nederlandse gemeente Utrecht in de provincie Utrecht.
De partij is uit jarenlange onvrede over het beleid van het Utrechtse stadsbestuur in november 2021 opgericht door sociaal ondernemers Gert Dijkstra en Juriaan Otto. Met 4.383 stemmen behaalde de partij één zetel tijdens de gemeenteraadsverkiezingen van 16 maart 2022. Raadslid en fractievoorzitter voor EenUtrecht is Gert Dijkstra.
Speerpunt van de partij is het vergroten van de invloed van de burgers, onder andere door burgerraden en bindende referenda.